# ワイメア (ハワイ州)

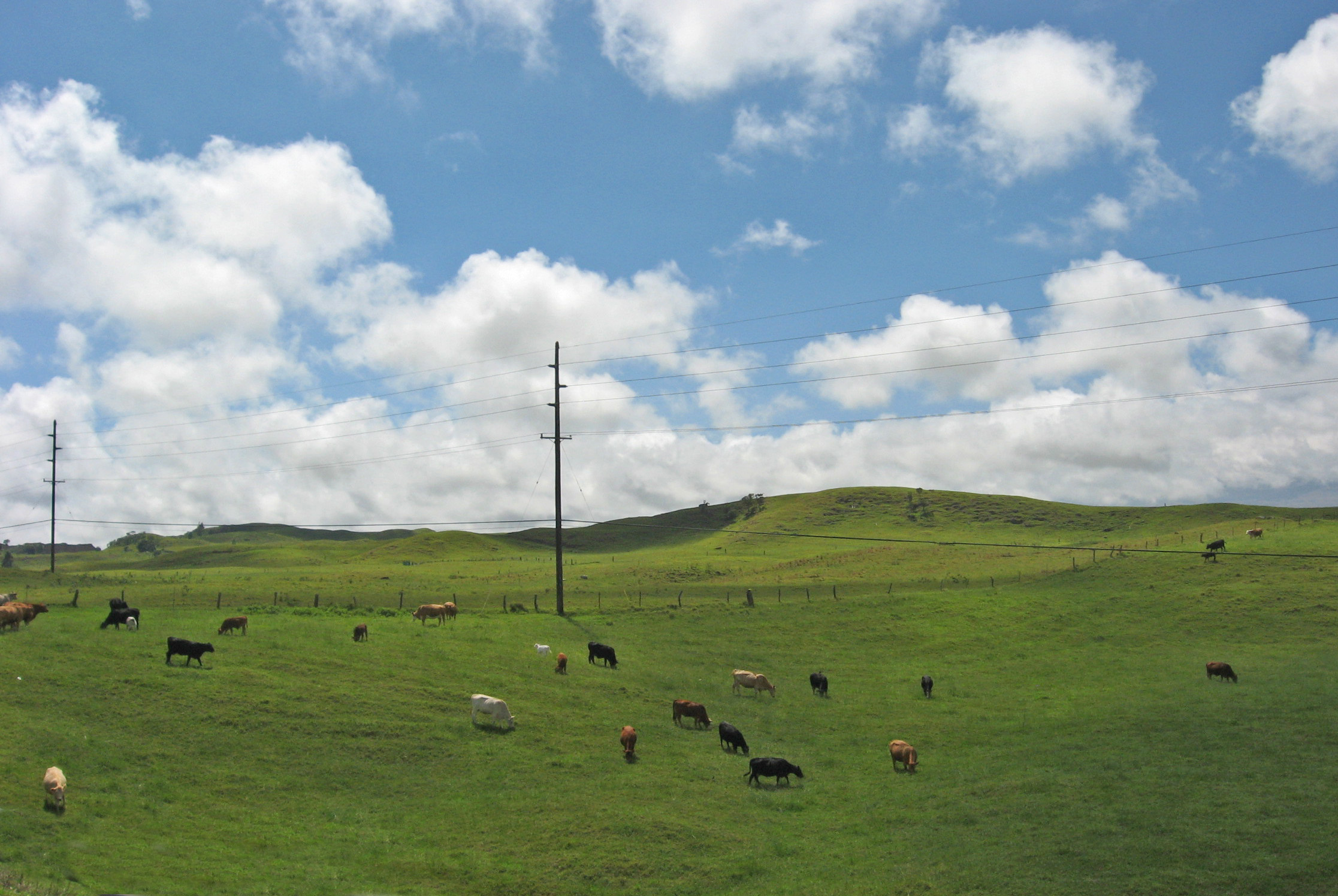
ワイメア郊外の牧場

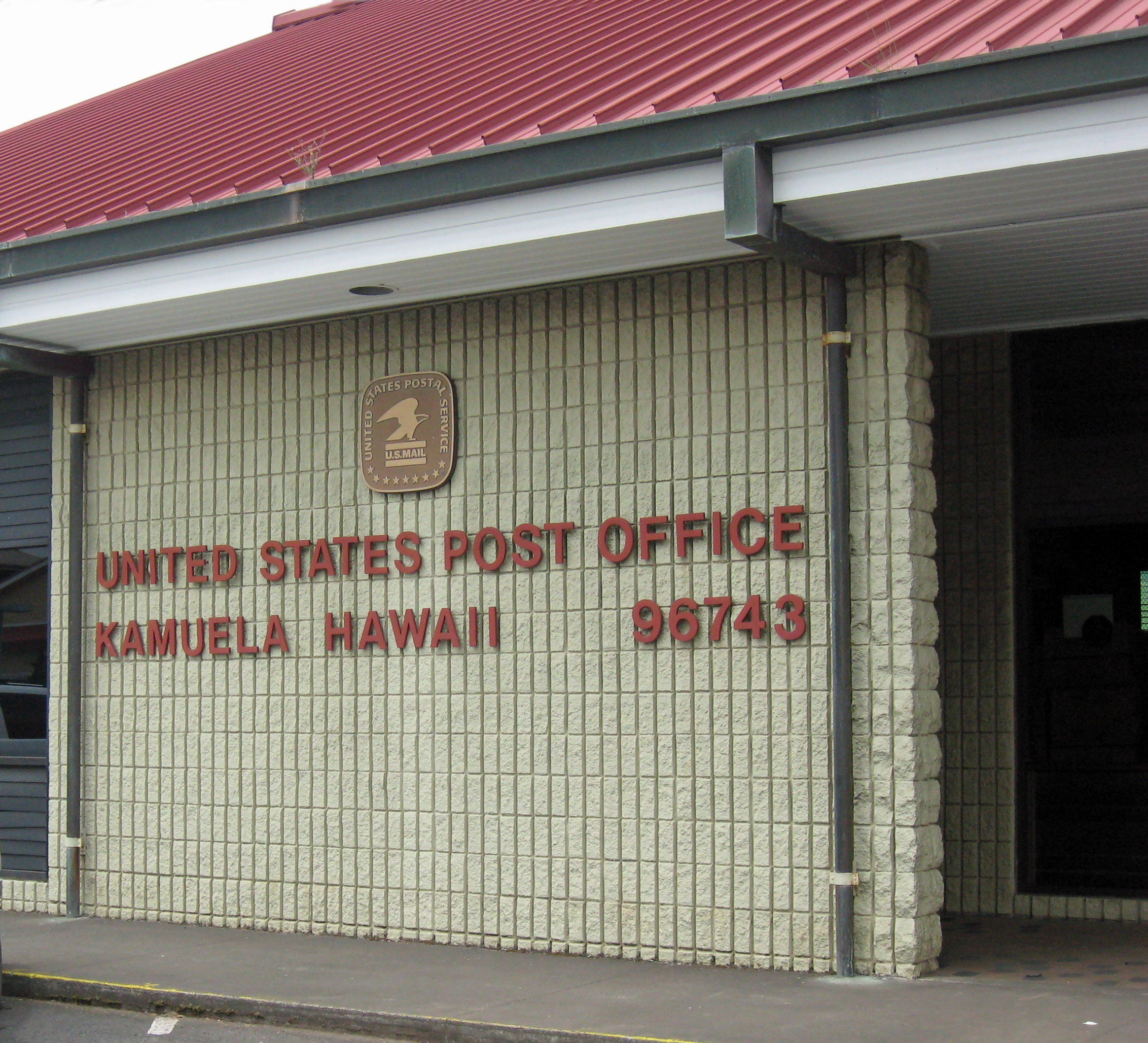
ワイメアの郵便局名はKamuela: ZIPコード 96743

ワイメア（英語: Waimea）はアメリカ合衆国ハワイ州ハワイ島ノースコハラにあるCDPで、ハワイ島北部の内陸部の町である。郵便局はカムエラ（Kamuela）の名称である。

## 特徴
南のマウナ・ケアと北のコハラ山地に挟まれた海抜850mの地域にあり、風が強い所で、冬は厚着が必要な所である。北ハワイコミュニティー病院などがあり、  北部ハワイ島のインフラの中心地になっている。全米でも最大規模の牧場のひとつであるパーカー牧場の本部があり、名門ボーディングスクールのハワイ・プレパラトリー・アカデミー、W・M・ケック天文台本部などもある。
街中の教会通り（Church Row＝州道19号線沿い）にはイミオラ教会（Imiola Church）などがある。カヒル・シアター（Kahilu Theatre）では劇、映画、音楽会、ミュージカルなどが開催される。

## フェスティバル

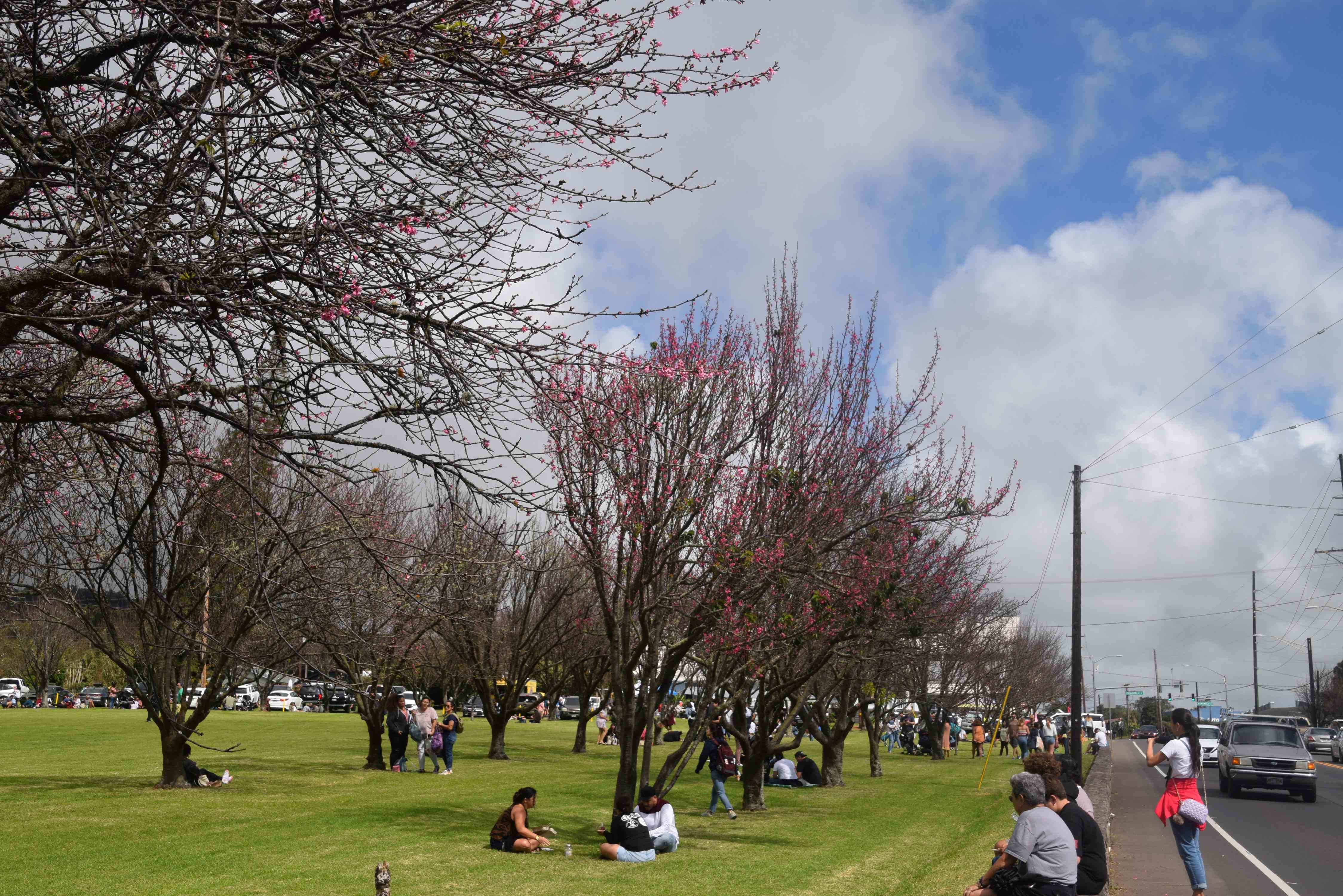
教会並び公園（Church Row Park）でワイメア桜伝統祭り

町では、ワイメア桜伝統祭り（Waimea Cherry Blossom Heritage Festival）が毎年２月の最初の週（土曜日）に、  ロデオ（パーカー牧場で）が7月4日に開かれる。

## 交通

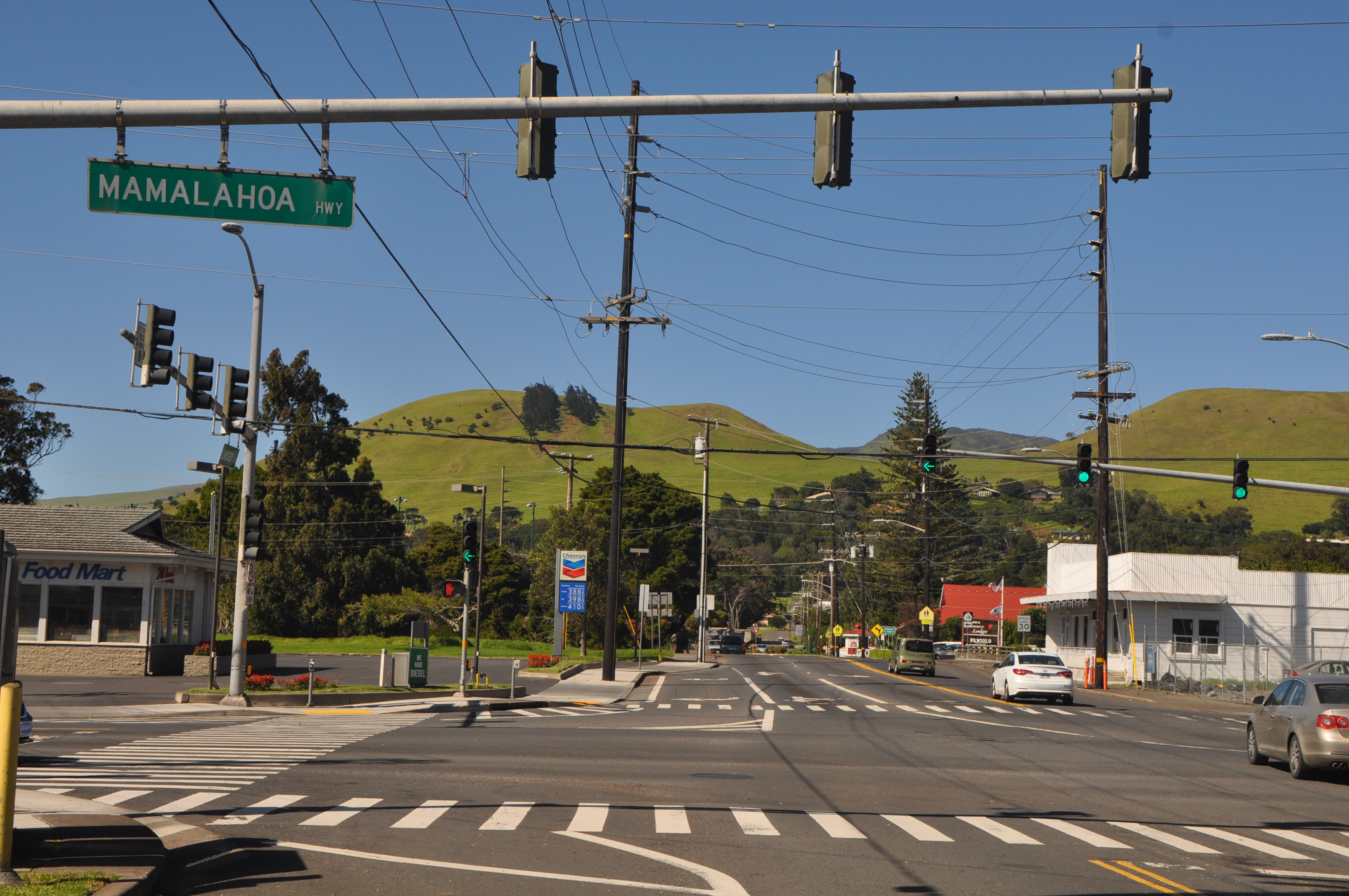
道路標識「マーマラホア・ハイウェイ」があるハワイ州道19号線上からハワイ州道250号線の起点を見る（ワイメアで）

ハワイ州道19号線とハワイ州道190号線（ワイメア～カイルア・コナ）、ハワイ州道250号線（ワイメア～ハヴィ）の交差点に沿った町である。町の南郊外にはワイメア・コハラ空港（Waimea-Kohala Airport）がある。